# George Osborne
George Gideon Oliver Osborne (Londres, 23 de maig de 1971) és un polític britànic del partit Conservador i membre del parlament del Regne Unit per la circumscripció de Tatton des de 2001.
Va formar part del gabinet a l'ombra des del 2005 fins al a 2010 com Shadow Chancellor of The Exchequer britànic (membre de SM Gabinet en l'ombra encarregat d'economia i finances). Des de l'assumpció de David Cameron com a primer ministre és el canceller de la Hisenda.
És hereu per la família de baronet Osborne de Ballentaylor al comtat de Tipperary, Irlanda, convertint-lo en membre del que es coneix a Irlanda com the Ascendancy, la vella aristocràcia anglo-irlandesa.